# Список об'єктів Світової спадщини ЮНЕСКО в Антигуа і Барбуді
В списку об'єктів Світової спадщини ЮНЕСКО в Антигуа і Барбуді налічується 1 найменування (станом на 2023 рік).

## Пояснення до списку
У таблицях нижче об'єкти розташовані у хронологічному порядку їх додавання до списку Світової спадщини ЮНЕСКО.
Кольорами у списку позначено:
На мапах кожному об'єкту відповідає червона позначка ().

## Список
| № | Зображення | Назва | Місцеположення    | Час створення  | Час внесення до списку | №    | Критерії |
| - | ---------- | --- | ----------------- | -------------- | ---------------------- | ---- | -------- |
| 1 |            | Військово-морська верф Антигуа та пов'язані з нею археологічні пам'ятки (англ. Antigua Naval Dockyard and Related Archaeological Sites) | Антигуа і Барбуда | XVIII століття | 2016                   | 1499 | ii, iv   |